# Ron Brewer
Ronald Charles Brewer, detto Ron (Fort Smith, 16 settembre 1955), è un ex cestista e allenatore di pallacanestro statunitense, professionista nella NBA.
È il padre di Ronnie Brewer.

## Carriera
Venne selezionato dai Portland Trail Blazers al primo giro del Draft NBA 1978 (7ª scelta assoluta).

## Statistiche

### NBA

#### Regular Season
| Anno      | Squadra             | PG  | PT  | MP   | TC%  | 3P%  | TL%  | RP  | AP  | PRP | SP  | PP   |
| --------- | ------------------- | --- | --- | ---- | ---- | ---- | ---- | --- | --- | --- | --- | ---- |
| 1978-1979 | Portland T. Blazers | 81  | -   | 30,3 | 49,4 | -    | 82,0 | 2,8 | 2,0 | 1,3 | 1,0 | 13,3 |
| 1979-1980 | Portland T. Blazers | 82  | 82  | 34,3 | 46,4 | 18,8 | 84,0 | 2,6 | 2,6 | 1,2 | 0,6 | 15,7 |
| 1980-1981 | Portland T. Blazers | 29  | -   | 18,9 | 38,6 | 33,3 | 76,5 | 1,1 | 1,9 | 1,2 | 0,3 | 7,5  |
| 1980-1981 | San Antonio Spurs   | 46  | -   | 19,7 | 46,8 | 0,0  | 81,3 | 1,2 | 2,0 | 0,6 | 0,5 | 9,2  |
| 1981-1982 | San Antonio Spurs   | 25  | 4   | 23,8 | 50,4 | 30,0 | 87,5 | 2,0 | 2,7 | 0,9 | 0,3 | 17,8 |
| 1981-1982 | Cleveland Cavaliers | 47  | 41  | 36,7 | 46,5 | 23,8 | 77,9 | 2,4 | 2,6 | 1,3 | 0,5 | 19,4 |
| 1982-1983 | Cleveland Cavaliers | 21  | 18  | 26,8 | 40,0 | 0,0  | 86,3 | 1,8 | 1,3 | 1,0 | 0,3 | 11,4 |
| 1982-1983 | G.S. Warriors       | 53  | 34  | 26,4 | 43,8 | 46,7 | 82,4 | 2,0 | 1,3 | 1,3 | 0,4 | 11,3 |
| 1983-1984 | G.S. Warriors       | 13  | 3   | 16,2 | 46,6 | 0,0  | 64,7 | 1,0 | 0,5 | 0,5 | 0,4 | 5,0  |
| 1983-1984 | San Antonio Spurs   | 40  | 5   | 19,6 | 44,1 | 23,1 | 82,0 | 1,3 | 1,1 | 0,5 | 0,4 | 8,7  |
| 1984-1985 | San Antonio Spurs   | 9   | 0   | 9,0  | 38,2 | -    | 100  | 0,3 | 0,7 | 0,1 | 0,1 | 3,7  |
| 1984-1985 | N.J. Nets           | 11  | 0   | 22,3 | 58,3 | 0,0  | 88,9 | 1,6 | 1,0 | 0,5 | 0,5 | 10,4 |
| 1985-1986 | Chicago Bulls       | 4   | 0   | 4,5  | 33,3 | -    | 100  | 0,0 | 0,0 | 0,0 | 0,0 | 1,8  |
| 1985-1986 | Cleveland Cavaliers | 40  | 3   | 13,8 | 38,6 | 29,4 | 89,2 | 1,3 | 1,0 | 0,4 | 0,2 | 5,1  |
| Carriera  | Carriera            | 501 | 190 | 25,7 | 45,9 | -    | 82,4 | 1,9 | 1,8 | 1,0 | 0,5 | 11,9 |

#### Playoffs
| Anno     | Squadra             | PG | PT | MP   | TC%  | 3P%  | TL%  | RP  | AP  | PRP | SP  | PP   |
| -------- | ------------------- | -- | -- | ---- | ---- | ---- | ---- | --- | --- | --- | --- | ---- |
| 1979     | Portland T. Blazers | 3  | -  | 31,3 | 56,4 | -    | 69,2 | 3,7 | 2,7 | 0,3 | 3,0 | 17,7 |
| 1980     | Portland T. Blazers | 3  | -  | 35,3 | 42,6 | 0,0  | 55,6 | 1,0 | 2,0 | 1,0 | 0,3 | 19,0 |
| 1981     | San Antonio Spurs   | 7  | -  | 16,9 | 47,5 | 33,3 | 72,4 | 0,7 | 1,9 | 0,1 | 0,9 | 11,4 |
| 1985     | N.J. Nets           | 3  | 0  | 31,0 | 50,0 | 0,0  | 75,0 | 1,7 | 1,7 | 1,0 | 0,0 | 12,0 |
| Carriera | Carriera            | 16 | 0  | 25,7 | 48,2 | -    | 69,5 | 1,5 | 2,0 | 0,5 | 1,0 | 14,1 |

## Palmarès
- NCAA AP All-America Second Team (1978)
- NBA All-Rookie First Team (1979)